# Аликаев, Владимир Владимирович
Владимир Владимирович Аликаев — физик, лауреат премии имени Л. А. Арцимовича  (1992).
Родился 23 октября 1932 года в Алма-Ате.
Окончил МГУ (1955).
С 1956 г. в ИАЭ («Курчатовский институт»): ст. лаборант, ст. инженер, начальник лаборатории, начальник отдела ядерного синтеза Российского научного центра «Курчатовский институт».
Научные изыскания в области:термоядерный синтез, сверхвысокочастотный нагрев плазмы в токамаках, гиротроны.
Умер 12 сентября 2001 г. после тяжёлой продолжительной болезни.

## Награды
- Государственная премия СССР в области науки за 1983 год (в составе коллектива авторов) — за цикл работ «Мощные гиротроны диапазона миллиметровых волн и энергетические гиротронные комплексы для исследований» (1967—1981)
- Премия имени Л. А. Арцимовича (совместно с Ю. В. Есипчуком, К. А. Разумовой, за 1992 год) - за цикл работ «Нагрев плазмы и генерация тока электронно-циклотронными волнами»